# Zatrephes magnifenestra
Zatrephes magnifenestra är en fjärilsart som beskrevs av Felix Bryk 1953. Zatrephes magnifenestra ingår i släktet Zatrephes och familjen björnspinnare. Inga underarter finns listade i Catalogue of Life.